# Fagonia palmeri
Fagonia palmeri är en pockenholtsväxtart som beskrevs av Vasey et N. E. Rose. Fagonia palmeri ingår i släktet Fagonia och familjen pockenholtsväxter. Inga underarter finns listade i Catalogue of Life.